# バーミングハム (CL-62)
バーミングハム (USS Birmingham, CL-62) は、アメリカ海軍の軽巡洋艦。クリーブランド級の6番艦。艦名はアラバマ州のバーミングハムに因む。

## 艦歴
「バーミングハム」は1941年2月17日にバージニア州ニューポートニューズのニューポート・ニューズ造船所で起工。1942年3月20日にC・グリーン夫人（バーミングハム市委員会委員長の妻）によって進水、1943年1月29日に就役する。
「バーミングハム」は大西洋艦隊に編入され、1943年6月2日ノーフォークを出港した。地中海へ向かいシチリア島上陸作戦の支援にあたった。8月8日アメリカに戻り、太平洋艦隊に編入された。9月6日真珠湾に到着。
「バーミングハム」は高速空母任務部隊の前衛に属し1943年9月18日のタラワ攻撃、10月5日、6日のウェーク島攻撃に参加。11月8日、ソロモン諸島ブーゲンビル島のエンプレス・オーガスタ湾沖で日本軍機の攻撃を受け爆弾2発、魚雷1本が命中し大破。メア・アイランド海軍工廠で修理。修理は1944年2月18日に完了し太平洋艦隊に復帰。
「バーミングハム」は第57任務部隊に所属してサイパン侵攻（1944年6月14日から8月4日）、マリアナ沖海戦（6月19日、20日）、テニアン侵攻（7月20日から8月1日）、グアム侵攻（7月21日）、フィリピン攻撃（9月9日から24日）に参加。
それから第38任務部隊と共に沖縄攻撃（10月10日）、ルソン島北部、台湾攻撃（10月15日、18日から19日）に参加。10月24日、レイテ沖海戦で日本軍機の攻撃により大破炎上した空母プリンストンの消火活動中、プリンストンの爆発に巻き込まれ上部構造物を大破、死者233名、負傷者426名とプリンストンを上回る人的被害を出す。メア・アイランド海軍工廠で1944年11月から1945年1月まで修理。

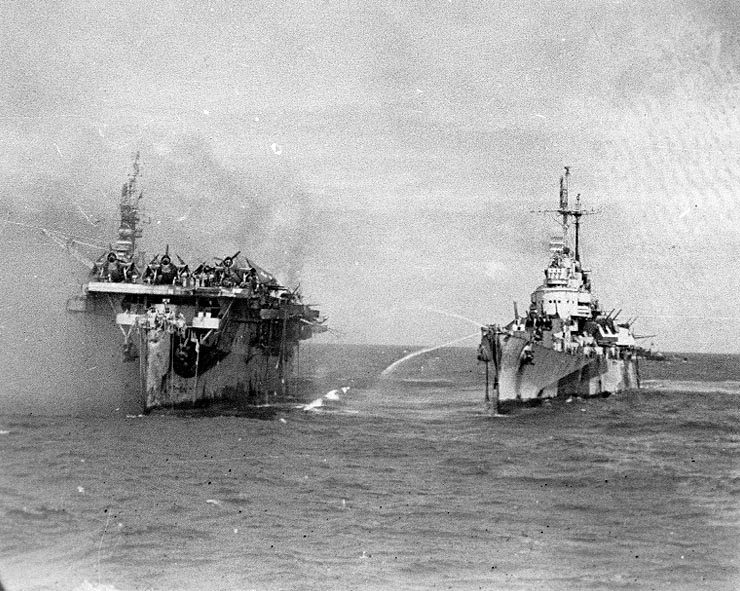
炎上するプリンストンと併走するバーミングハム 1944年10月24日

修理完了後、硫黄島攻略戦（1945年3月4日から5日）、沖縄侵攻（3月25日から5月5日）に参加。5月4日、日本軍の特攻機が命中し損傷。真珠湾に戻り5月28日から8月1日まで修理。
「バーミングハム」は1945年8月26日に沖縄で第5艦隊に編入され、11月にオーストラリアのブリスベーンに向かう。1946年3月22日にサンフランシスコに入港。1947年1月2日退役。1959年3月1日に除籍されカリフォルニア州ロングビーチで解体された。